# Orquestra de València

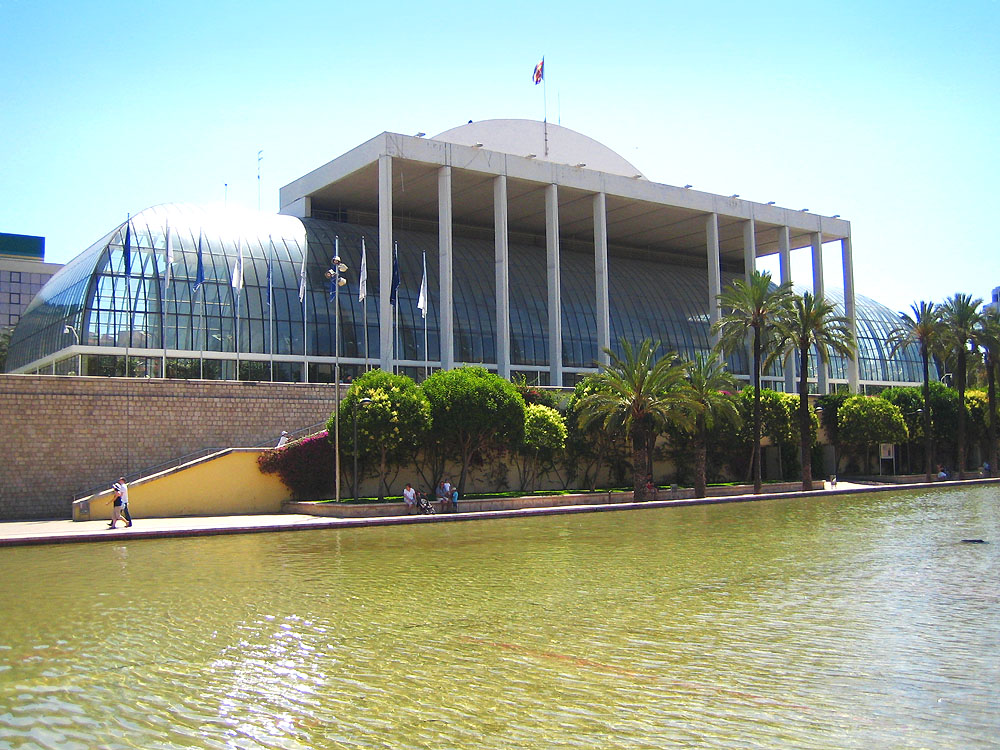
Palau de la Música de València, seu de l'Orquestra de València.

L'Orquestra de València és una orquestra simfònica amb seu a València, al Palau de la Música de la ciutat. Des d'octubre de 2005 el seu director titular és Yaron Traub.

## Història
Fundada el 1943 amb el nom d'Orquestra Municipal de València sota la direcció de Joan Lamote de Grignon. En la seua dilatada vida musical cal destacar diverses gires per l'estranger, com ara França i Anglaterra l'any 1950, Itàlia i Turquia, acompanyada de Mstislav Rostropóvitx com a solista el 1996, una actuació al Festival Schleswig-Holstein, una gira de concerts per Alemanya (2002), Àustria i República Txeca amb Joaquin Achúcarro al piano (2008).
L'orquestra ha estat dirigida per prestigiosos directors convidats com Ataúlfo Argenta, Clemens Krauss, Heinz Unger, Jean Martinon, Sergiu Celibidache, Riccardo Chailly, Vladimir Fedoseyev, Krzysztof Penderecki, Yehudi Menuhin, Peter Maag, Helmuth Rilling, Iuri Temirkànov, Jesús López Cobos, Gerald Albrecht, Franz-Paul Decker, Rafael Frühbeck de Burgos, Günther Herbig, Andrew Litton, Zubin Mehta, Gianandrea Noseda, Jorma Panula, George Pehlivanian, Michel Plasson, Carlo Rizzi, Pinchas Steinberg, Walter Weller, etc. Entre els solistes que han col·laborat amb l'orquestra destaquen Alexander Brailowski, Daniel Barenboim, José Iturbi, Arthur Rubinstein, Henryk Szeryng, Andrés Segovia, Nicanor Zabaleta, Philippe Entremont, Maurice André, Ivo Pogorelich, Maria João Pires, Isaac Stern, Mstislav Rostropóvitx, Lynn Harrell, Steven Isserlis, Eliso Virsaladze, Manuel Barrueco, Victòria dels Àngels, Montserrat Caballé, Renata Scotto, Giuseppe Taddei, Nicolai Gedda, Neil Shicoff, Plácido Domingo, Samuel Ramey, Ileana Cotrubas, Ielena Obraztsova, Guena Dimitrova, Siegfried Jerusalem, Eva Marton, Leonie Rysanek, Hildegard Behrens, Renato Bruson, Deborah Voigt, Simon Estes, Gwyneth Jones, etc.
Ha realitzat estrenes absolutes de César Cano, Francesc Llàcer Pla, Amand Blanquer, José Evangelista, Tomás Marco, Luis de Pablo, Francisco Cano, Antón García Abril, Ángeles López Artiga, etc., i mereix especial esment l'estrena de l'òpera Maror del mestre Manuel Palau. La seua discografia comprèn enregistraments acompanyada de José Iturbi, com a solista i director (obres de Beethoven, Liszt, Falla, Turina…). També ha enregistrat obres d'Isaac Albéniz, Josep Serrano, José Padilla, Manuel Palau, Vicent Garcés, Òscar Esplà, Joaquín Rodrigo, Matilde Salvador i Artur Llàcer Pla, així com sarsueles de Josep Serrano, Ruperto Chapí i Manuel Penella, dirigides per Enrique García Asensio.

## Directors principals
- Joan Lamote de Grignon (1943-49)
- Hans von Benda (1948-1952)
- Napoleone Annovazzi
- Heinz Unger
- José Iturbi
- Enrique García Asensio (1964-65)
- Pedro Pírfano Zambrano
- Luis Antonio García Navarro (1970-74)
- Lorenzo Martínez Palomo
- Benito Lauret
- Manuel Galduf (1983-1997)
- Miguel Ángel Gómez Martínez (1997-2005)
- Yaron Traub (2005-)